# Actinotus periculosus
Actinotus periculosus là một loài thực vật có hoa trong họ Hoa tán. Loài này được Henwood mô tả khoa học đầu tiên năm 2000.